# 김병서
김병서는 대한민국의 영화 감독이자 촬영감독이다. 

## 주요 작품
- 백두산(2019) 감독
- PMC 더 벙커 (2018) 촬영감독
- 신과함께 - 인과 연 (2018) 촬영감독
- 신과함께 - 죄와 벌 (2017) 촬영감독
- 협녀,칼의 기억(2015) 촬영감독
- 나의 독재자(2014) 촬영감독
- 감시자들(2013) 공동감독,촬영감독